# 26990 Culbertson
26990 Culbertson este un asteroid din centura principală de asteroizi.

## Descriere
26990 Culbertson este un asteroid din centura principală de asteroizi. A fost descoperit pe 23 noiembrie 1997 la Chichibu de Naoto Satō. Asteroidul prezintă o orbită caracterizată de o semiaxă mare de 2,98 ua, o excentricitate de 0,12 și o înclinație de 11,2° în raport cu ecliptica.